# Jordi Faura
Jordi Faura (Sabadell, 1982) és un autor, dramaturg i director de teatre sabadellenc.

## Biografia
Després d'estudiar Filosofia a la Universitat de Barcelona i Interpretació a l'Institut del Teatre de Barcelona i al Col·legi del Teatre de Barcelona, es va formar en Direcció i Dramatúrgia a l'Institut del Teatre, a l'Obrador de la Sala Beckett, a l'Université Sorbonne Nouvelle - Paris 3 i al S. Internacional d'Escriptura Teatral de San Miniato (La Toscana, Itàlia).
Els darrers anys la seva carrera s'ha desenvolupat a Frankfurt, Hamburg, Berlin i Zürich, on ha combinat projectes d'òpera i teatre.

### Autor i director
Ha escrit més d'una vintena de textos teatrals, dels quals ha dirigit Hikikomori (La Villarroel), Natura morta (Sala Beckett), La fàbrica de la felicitat (CAET de Terrassa - Teatre Tantarantana), “Ser un altre” (Tantarantana), el llibret d'òpera “Alba Eterna” (Teatre Fortuny), “Groenlàndia” (Teatre Nacional de Catalunya) o “Viral” (Plataforma I+D), entre d'altres.

### Director i dramaturg
Ha dirigit i signat les dramatúrgies de L'illa dels Monzons (La Villarroel), a partir de contes de Quim Monzó, La sorra i l'Acadèmia (Espai Brossa) a partir de textos de Joan Brossa, els espectacles de poesia “Un llop fugint d'un eixam de trons” (Teatre Romea), “La terra és baixa i bruta i erma...” (Teatre Romea), Amputation (Teatre Romea) o “El país dels cecs” (H.G. Wells), entre d'altres.
També ha portat a escena “Claus Peymann es compra uns pantalons i després anem a menjar" de Thomas Bernhard i “El nou ordre mundial” de Harold Pinter (Institut del Teatre).

## Premis
Ha rebut una quinzena de premis on hi destaquen el III Premi de teatre Ciutat d'Alzira Palanca i Roca 2008 per “Natura Morta” (Edicions Bromera), XXII Premi de Teatre Ciutat de València 2007, “Eduard Escalante” 2007, V Premi Ramon Vinyes de Teatre i Nominació als Premis Butaca al Millor Text Teatral 2009 per “Hikikomori” (Edicions Bromera), VI Premi de Teatre Bartrina per “La sala d'espera” (Arola Editors), Premi Josep Farré i Gual, Premi al Millor Espectacle i Nominació a Millor Director de la X Mostra de Teatre de Barcelona 2005, per “Ser un altre” (AADPC), Premi XVII "Les Talúries" Diputació de Lleida per "Selva Negra" 2012, Beca "Programa Nuevas Dramatúrgias" (Ministerio de Cultura, INAEM) per "Sonocromàtic" 2012, finalista al Premi Internacional Stückemarkt de Berlín 2009, per "Natura Morta" (Edicions Bromera), i el 2011 per "La fàbrica de la felicitat" (Arola Editors), entre d'altres.

## Publicacions
Ha publicat una desena d'obres, entre les quals "Ser un altre" (AADPC), "La sala d'espera" (Arola Editors), "Hikikomori" (Edicions Bromera), "Natura morta" (Edicions Bromera), "2114" (AADPC), "Democràcia salvatge" (AADPC), "La fàbrica de la felicitat" (Arola Editors), "Alba Eterna" (Arola Editors), "Selva Negra" (Institut d'Estudis Ilerdencs), "Groenlàndia" (Arola Editors).

## Altres
Com a ajudant de direcció, ha treballat a l'òpera amb “Madama Butterfly” de G. Puccini (Dir. M. Leiser & P. Caurier, Liceu – Covent Garden, 2013), “Diàleg de les Carmelites” de F. Poulenc. (Dir. Calixto Bieito, Komische Oper Berlin, 2011), “Falstaff” de G. Verdi (Dir. Peter Stein, Welsh National Opera - Liceu, 2010) i en teatre “Tirant lo Blanc” de Joanot Martorell (Dir. Calixto Bieito, Berlín-Frankfurt, 2007), “Plataforma” de Michel Houellebecq (Dir. Calixto Bieito, Festival d'Edimburg - Teatre Romea, 2006), “En pólvora” d'Àngel Guimerà (Dir. Sergi Belbel, TNC - Sala Gran, 2006).